# Alphonse Jacques de Dixmude
Jules Marie Alphonse Jacques de Dixmude (Stavelot, 24 febbraio 1858 – Ixelles, 24 novembre 1928) è stato un generale belga che ricoprì numerosi incarichi nello Stato Libero del Congo, colonia belga d'Africa, guidando alcune spedizioni. Combatté nella Grande guerra.

## Biografia
Nato a Stavelot, in Belgio, il 24 febbraio 1858, Jules Jacques studiò all'École Militaire; diplomatosi con il grado di sottotenente nel maggio 1878, ottenne il brevetto di assistente ufficiale di stato maggiore nel dicembre 1886 e offrì i suoi servizi direttamente allo Stato Libero del Congo, colonia belga africana, per cui Jacques si imbarcò l'8 maggio 1887. Inizialmente, fu assistente del direttore dei trasporti nella cittadina di Boma e nell'agosto 1888, fu messo a disposizione del comandante dei territori del Bangala. Sbarcato in ottobre a Nouvelle-Anvers, partecipò alla spedizione volta a occupare la regione fino alle Cascate e a creare la postazione di Basoko. L'avanguardia della spedizione era guidata da Francis Dhanis, assistito da Lucien Bia, Pierre Ponthier e Jules Alexandre Milz, mentre il resto seguiva agli ordini di Willem Frans Van Kerckhoven, accompagnato da Jacques. Nell'aprile del 1889, Jacques sostituì Bia alla base di Yabinga (fondata a gennaio) e fu poi nominato al comando di Bumba, dove completò il suo primo mandato nell'aprile del 1890. Quell'anno, la Società Antischiavista decise di organizzare una spedizione militare in Tanganica per contrastare le incursioni dei commercianti arabi in Congo; Jacques accettò di assumere il comando di questa missione. Si imbarcò per Bagamoyo a maggio e partì per il Tanganica nel luglio del 1891. 

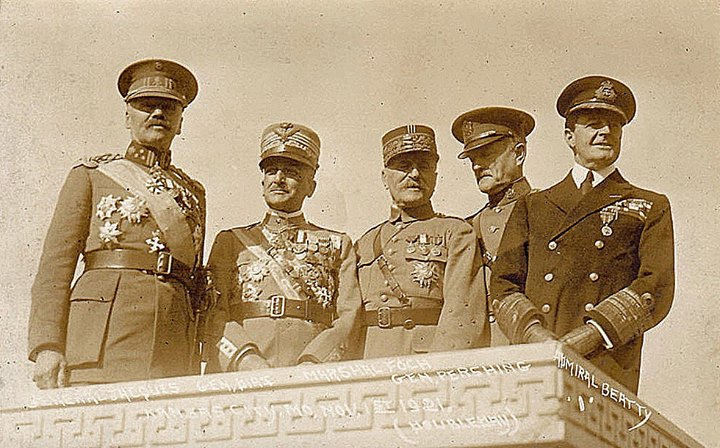
Da sinistra: de Dixmide, Armando Diaz, Ferdinand Foch, John Pershing e Betty.

Tre mesi dopo la sua partenza, la spedizione di Jacques raggiunse Karema. La regione era occupata dai Rumaliza e sul lago erano presenti numerose carovane di schiavi. Fu per avere una base che ne monitorasse gli spostamenti che Jacques fu spinto a fondare Albertville nel gennaio del 1892. A febbraio, Jacques lasciò Albertville e arrivò a Bruxelles il 23 giugno. Un anno dopo, nell'agosto del 1895, tornò in Africa, questa volta in qualità di commissario generale. Fu nominato capo del distretto del Lago Leopoldo II ed esplorò la regione. Riconobbe l'Alto Lukenie, il fiume M'Fimi e la tratta N'kutu-Bolobo; il suo mandato scadde nell'estate del 1898. Si dimise dopo il periodo di congedo, ma fu reintegrato nel 1902 e incaricato di esaminare il tracciato della ferrovia tra il Basso Congo e il Katanga. Al termine di questa missione, Jacques tornò in servizio nell'esercito metropolitano e scalò gradualmente i ranghi della sua carriera militare fino alla nomina a colonnello nel luglio 1914. Durante la Prima guerra mondiale, si distinse in combattimento, in particolare nella difesa del ponte di Dixmude; fu nominato maggiore generale e decorato per il suo coraggio. Ricevette inoltre il titolo di barone e l'autorizzazione ad aggiungere le parole "de Dixmude" al suo cognome. Si ritirò nel 1923 e morì a Bruxelles il 24 novembre 1928 .